# Nazionale maschile di pallanuoto del Belgio
La nazionale di pallanuoto maschile del Belgio è la rappresentativa pallanuotistica del Belgio in campo maschile nelle competizioni internazionali. È gestita dalla Fédération Royale Belge de Natation.

## Storia
Nella prima parte del Novecento è stata una delle nazionali di punta nel mondo della pallanuoto, avendo conquistato un totale di 9 medaglie, tra olimpiadi ed europei.

## Risultati
Olimpiadi
- 1900 –  Argento
- 1908 –  Argento
- 1912 –  Bronzo
- 1920 –  Argento
- 1924 –  Argento
- 1928 – Quarti di finale
- 1936 –  Bronzo
- 1948 – 4º posto
- 1952 – 6º posto
- 1960 – 13º posto
- 1964 – 7º posto

Europei
- 1926 – 4º posto
- 1927 –  Bronzo
- 1931 – 4º posto
- 1934 –  Bronzo
- 1938 – 4º posto
- 1947 –  Bronzo
- 1954 – 9º posto
- 1958 – 10º posto
- 1962 – 6º posto
- 1966 – 10º posto
- 1970 – 12º posto
- 1974 – 7º posto (Europeo B)
- 1983 – 7º posto (Europeo B)
- 1985 – 7º posto (Europeo B)
- 2007 (Europeo B) – 11º posto

## Formazioni

### Olimpiadi
Giochi olimpici - Parigi 1900Cohen, De Backer, De Behr, Feyaerts, Grégoire, Michant, Sonnemans, 
Romer (non riconosciuto dal CIO), Séron (non riconosciuto dal CIO), Upton (non riconosciuto dal CIO), CT: -
Giochi olimpici - Londra 1908Boin, Donners, Feyaerts, Grégoire, Meyboom, Michant, Pletincx, CT: -
Giochi olimpici - Stoccolma 1912Durant · Donners · Boin · Meyboom · Pletincx · Grégoire · Courbet · Hoffman · Nijs, CT: -
Giochi olimpici - Anversa 1920Durant · G. Blitz · M. Blitz · Pletincx · Gailly · Nijs · Bauwens · Dewin, CT: -
Giochi olimpici - Parigi 1924G. Blitz · M. Blitz · Cludts · De Combe · Dewin · Durant · Fleurix · Gailly · Pletincx · Thiry · Vermetten, CT: -
Giochi olimpici - Amsterdam 1928Bauwens · Bettens · Blitz · Brandeleer · Coppieters · De Pauw · Malisart · Mélardy · Van Gheem · Visser · Tensen, CT: -
Giochi olimpici - Berlino 1936Blitz · Casteleyns · Coppieters · De Combe · De Pauw · Disy · Isselé · Michiels · Stoelen · Matthys · Van den Bossche, CT: -
Giochi olimpici - Londra 1948De Smet • De Pauw • Leenheere • D'Hooge • Rigaumont • Isselé • Simons • Martin • Maesschalck • Pepermans • Vlerick, CT: -
Giochi olimpici - Helsinki 1952De Smet • Martin • Smits • Laurent • Heyninck • Sierens • Van Den Steen • Maesschalck • Leenheere • Reynders • Van Wetteren, CT: -
Giochi olimpici - Roma 1960De Hesselle · Smits · De Wilde · Caufrier · Dumont · De Vis · Pickers · D'Osterlinck · Lagaert · Van Den Steen · Van Reybroeck, CT: -
Giochi olimpici - Tokyo 1964Caufrier • De Hesselle • De Vis • De Wilde • D'Osterlinck • Dumont • Laurent • Pickers • Stappers • Van Den Steen • Van Reybroeck, CT: -